# Dagen gryr
Dagen gryr (franska: Le jour se lève) är en fransk dramafilm från 1939 i regi av Marcel Carné. Filmen är baserad på en berättelse av Jacques Viot. I huvudrollerna ses Jean Gabin och Arletty. Filmen anses vara ett av de främsta exemplen på poetisk realism. År 1952 valdes filmen ut till Sight & Sounds första topp tio-lista över de bästa filmerna någonsin.

## Handling
François dödar en man och låser efter det in sig i sin lägenhet. Snart står det poliser utanför dörren, som misslyckas med att skjuta sig in i rummet. Medan de omgrupperar sig för att kunna gripa honom, börjar François minnas tillbaka i flashbacks hur det kom sig att han hamnade i den situation han nu befinner sig i.

## Rollista i urval
- Jean Gabin – François
- Jacqueline Laurent – Françoise
- Jules Berry – Valentin
- Arletty – Clara
- Arthur Devère – Gerbois
- Bernard Blier – Gaston
- Marcel Pérès – Paulo
- Germaine Lix – sångare
- Georges Douking – blind man (ej krediterad)

## Om filmen
Dagen gryr hade svensk premiär den 9 augusti 1939 på biograf Grand vid Sveavägen i Stockholm. Filmen har visats vid ett flertal tillfällen i SVT, bland annat 1986, 1989, i maj och november 2021 och i september 2022.